# اونتو نوالاینن
اونتو نوالاینن (فنلاندی: Unto Nevalainen؛ زادهٔ ۱۳ ژوئن ۱۹۳۵) بازیکن فوتبال اهل فنلاند بود.
وی همچنین در تیم ملی فوتبال فنلاند بازی کرده‌است.